# 相葉宏二
相葉 宏二（あいば こうじ、1954年 - ）は、日本の経営学者・コンサルタント。早稲田大学商学学術院教授。専門は経営戦略。

## 経歴
1954年兵庫県生まれ。1976年に東京大学法学部を卒業後、ハーバード・ビジネス・スクールにてMBAを取得。
太陽神戸銀行（現三井住友銀行）での勤務を経て、1982年ボストン・コンサルティング・グループに入社。
東京事務所、デュッセルドルフ事務所に勤務し、コンサルタント、プロジェクトマネージャを歴任後、米国本社取締役兼東京事務所ヴァイスプレジデントに就任。1993年に独立し、大阪国際大学助教授を経て、2002年より早稲田大学ビジネススクール教授。

### 単著
- 『ヴァリューポートフォリオ戦略―「企業価値」リストラへの挑戦』（プレジデント社, 1993年）
- 『日本企業変革の手法―すべては「タコツボ」の破壊から始まる』（プレジデント社, 1995年）
- 『プロが教える問題解決と戦略スキル』（日本経済新聞社, 2003年）
- 『社長になる人のための経営問題集』（日本経済新聞社, 2004年）
- 『グロービスＭＢＡ事業戦略』（ダイヤモンド社, 2013年）

### 共編著
- 『Q&AでわかるMBA実践ビジネス問題集―MBA経営学を学ぶための初めての問題集』（日本経済新聞社, 2000年）
- 『Q&AでわかるMBAのビジネスルール―MBA経営学を学ぶための基本常識』（日本経済新聞社, 2001年）
- 『ビジネスゲームで学ぶMBAの経営―経営シミュレーションゲーム「BizLAUNCH」活用法』（日本経済新聞社, 2002年）